# Sugar Ray Robinson
„Sugar” Ray Robinson (született Walker Smith) (Detroit, Michigan, 1921. május 3. – Culver City, Kalifornia, 1989. április 12.) profi amerikai ökölvívó, korábbi váltó- és középsúlyú világbajnok. 25 éven át tartó profi karrierje a boksztörténelem egyik legkiemelkedőbb életműve.

## Élete és pályafutása
Ray Robinson, polgári nevén Walker Smith 1921. május 3-án született a Michigan állambeli Detroitban. Kis srác korában családjával, édesanyjával és két lánytestvérével, Detroitból New York egyik szegényebb kerületébe költözött. Gyermekkorától kezdve érdeklődött az ökölvívás iránt, példaképe a kiváló nehézsúlyú bajnok, Joe Louis volt. Már fiatalon egyértelműen megmutatkozott tehetsége, amatőrként 85 mérkőzést tudott megnyerni, közülük 40-et mindjárt az első menetben, összesen pedig 69-et kiütéssel. Amatőr pályafutásának csúcsa két Arany Kesztyű díj pehely- (118-126 font, azaz 53,52 – 57,15 kg közöttiek) és könnyűsúlyban (126-135 font, azaz 57,16 – 61,24 kg közöttiek). 1940-es hivatásos bokszolóvá szerződésekor vette fel a Ray Robinson „művésznevet”, melyhez aztán hozzácsapódott a „sugar” ragadványnév. Bizonyos elbeszélések azt állítják, édesanyja előtt titokban kellett tartatnia, hogy bokszol, ezért vette fel egy már visszavonult korábbi klubtársa nevét a ringben – ám ma már mindenki Sugar Ray Robinsonként emlékszik rá elsősorban.
Profi pályafutása elsöprő lendülettel indult és első éveiben hatalmas sikereket aratott. Külön érdekesség a kor egy másik nagy öklözőjével, Jake LaMottával folytatott rivalizálása. 1942 és 1951 között hat mérkőzést vívott egymással a két nagyágyú, melyek közül ötször Robinson és egyszer LaMotta került ki győztesen. Robinson 1940. október 4-étől, első profi megmérettetésétől kezdődően 40 mérkőzésen át veretlen tudott maradni, míg LaMotta, kettejük második találkozóján 1943. február 5-én pontozással le nem győzte, 40-0-1-re változtatva Robinson profi mérlegét.
Első világbajnoki címét 1946. december 20-án nyerte el, a National Boxing Association megüresedett váltósúlyú világbajnoki övéért ringbe szállva pontozással győzte le a másik kihívót, Tommy Bellt. A mérkőzést a New York-i Madison Square Gardenben rendezték.
1947. június 24-én Robinson megvédte váltósúlyú világbajnoki övét Jimmy Doyle-lal szemben. A mérkőzés technikai KO-val ért véget a 9. menetben, miután Doyle még a ringben elvesztette eszméletét és sosem tért magához, néhány órával később belehalt sérüléseibe. Ez volt az addigi első halálos kimenetelű profi bokszmérkőzés.
Ray Robinson vesztes címmérkőzés nélkül uralta övét több mint 4 évig. 1946. december 20. és 1951. február 14. között összesen ötször védte meg váltósúlyú (135-147 font, azaz 61,24 – 66,68 kg közöttiek) világbajnoki címét.
Közben súlycsoportot is váltott, és a középsúlyúak között (147-160 font, azaz 66.69 és 72.57 kg közöttiek) is ringbe szállt. Eredményei itt is lenyűgözőek, de itt már nem tudott hibátlan maradni a címmérkőzések terén. Világbajnoki övét 1951. február 14-én nyerte el első ízben Jake LaMotta ellenében, majd 1960-ig bezárólag 8 győzelemmel, 6 vereséggel és 1 döntetlennel zárta világbajnoki címmérkőzései mérlegét (4-szer elvesztette, 4-szer újra elnyerte és 3-szor megvédte középsúlyú övét, 1960-ban 2-szer 1961-ben pedig 1-szer pedig sikertelenül próbálta újra megszerezni azt).
Robinson a félnehézsúlyúak között is szerencsét próbált. Itt még kevésbé fényes az eredménylista, összesen egyszer állhatott ki a világbajnoki címért 1952. június 25-én a New York Yankees baseball stadionjában Joe Maxim ellen. Ekkor Robinson a középsúly világbajnokaként hívta ki a félnehézsúlyúak címéért Maximot, ám feladni kényszerült a küzdelmet a 13. menetben, valószínűleg hőguta miatt – kikapott tehát, és később sem tudott félnehézsúlyú világbajnoki címet nyerni. Érdekes, hogy a vezetőbírót le kellett cserélni a 10. menetben, aki szintén a 40 Celsius-fokos hőtől kimerülve nem tudta folytatni a bíráskodást.
Ray Robinson profi ökölvívó pályafutása 1965. november 10-én ért véget, egy vesztes mérkőzéssel Joey Archer ellen Philadelphiában. Extravagáns életstílusa pénzügyi problémákhoz vezetett. Karrierje végéhez közeledvén már anyagi okok miatt lépett a kötelek közé, 44 évesen alig több mint 1000 dollárért meccsenként.
Élete végéhez közeledve Alzheimer-kórban és cukorbetegségben is szenvedett, 1989. április 12-én hunyt el.